# Polonistika
Polonistika je veda o poljskem jeziku in književnosti.
Je študij s področja humanistike, ki raziskuje, dokumentira in razširja poljski jezik in literaturo tako v zgodovinskih kot v sedanjih oblikah.

## Zgodovina polonistike na Slovenskem
Zanimanje za poljsko književnost se pojavi v obdobju razsvetljenstva, ko je  bil del poljske države vključen v habsburško monarhijo. Nadaljuje se  v obdobju romantike, ko so se na Dunaju, v Ljubljani, Gradcu in Lvovu srečevali slovenski in poljski izobraženci. 
Prvi se je seznanil s poljsko kulturo Martin Kuralt, ki je bil bibliotekar v Lvovu. Pomembno je bilo delovanje Jerneja Kopitarja na Dunaju; še posebej njegovo poznanstvo z grofom Józefom Maksymiljanom Ossolińskim. Leta 1838 je Kopitar pomagal Emilu Korytku pri navezovanju stikov v Ljubljani. Za tisk je pripravljal poljski jezikovni spomenik Psałterz floriański, v pismu Adamu Mickiewiczu je leta 1844 navedel svoje pripombe na njegova pariška predavanja o slovanskih literaturah. Za prvega slovenskega polonista velja Matija Čop, ki se je poljščine naučil v Lvovu (1822–1827). V zasebnih pismih je komentiral poljska literarna dela. Pomembna je njegova ocena Mickiewiczevega epa Gospod Tadej leta 1835 v pismu J. Skarzyńskemu. K nemškemu prevodu ocene Krajnske čbelice F. L. Čelakovskega je dodal pripis o uveljavljanju stalnih pesniških oblik v poljski književnosti med renesanso in romantiko. Njegov rokopisni oris sodobne poljske književnosti je ostal nedokončan. 
Poljščino je v primerjalni slovnici in etimološkem slovarju slovanskih jezikov ter v kratkem slovarju šestih jezikov upošteval Fran Miklošič. Sistematično se je začel s poljsko literaturo ukvarjati Ivan Prijatelj, ki je leta 1904 študijsko bival v Varšavi. Objavil je razpravi o pisateljicah M. Konopnicki in E. Orzeszkowi. Na Filozofski fakulteti je predaval o poeziji mlade Poljske. Osvetlil jo je z idejnega, sociološkega in estetskega zornega kota.
Leta 1969 je Rozka Štefan skupaj z W. Łaciakom sestavila prvi učbenik poljskega jezika v slovenščini (Učbenik poljskega jezika), napisala je Poljske pogovore (jezikovni priročnik z vsakdanjimi sporazumevalnimi frazami), prvi literarnozgodovinski pregled Poljska književnost ter objavila več razprav o razmerju med poljsko in slovensko književnostjo v 1. pol. 19. stoletja. Obširen Poljsko-slovenski slovar je leta 1977 sestavil F. Vodnik, Slovensko-poljski slovar sta izdala B. Ostromęcka-Frączak in T. Pretnar.
Leta 1910 je bilo v Ljubljani ustanovljeno Društvo prijateljev poljskega naroda, ki je bilo najbolj dejavno med letoma 1932 in 1935.  Predsednik je bil Rudolf Mole, tajnik Tine Debeljak). Njegov namen je bil vzpostaviti prijateljske in kulturne vezi s poljskim narodom, seznanjati domačo javnost s poljsko kulturo in literaturo ter vzbuditi zanimanje za poljski jezik. 
Po nemški okupaciji Krakova septembra leta 1939 je v akciji za izpustitev poljskih univerzitetnih profesorjev, ki so jih nacisti odpeljali v koncentracijsko taborišče Sachsenhausen, v imenu Akademije znanosti in umetnosti sodeloval njen tajnik Fran Ramovš.

## Zgodovina Oddelka za slavistiko in smeri polonistika na Filozofski fakulteti v Ljubljani
Ob ustanovitvi ljubljanske univerze je bila na slavistiki v predavanja o slovanskih jezikih in v cikluse o slovanskih književnostih vključena tudi poljščina. Leta 1947 je začel delovati lektorat poljskega jezika, ki je postal pomembno središče populariziranja poljske književnosti in kulture. Prva lektorica R. Štefan je ob pomembnejših obletnicah pripravila s študenti odmevne literarne večere s poezijo in dramatiko A. Mickiewicza ter mlado poljsko liriko. Kasneje sta N. Jež in T. Pretnar s študenti pripravljala večere povojne poljske poezije. Od leta 1962 sodelujejo tudi lektorji iz Poljske, (W. Łaciak, E. Czaplejewicz, K. Wozniak, U. Kowalska, B. Ostromęcka-Frączak, J. Sławińska), ki so se ukvarjali z jezikovnimi ali literarnimi temami.
Prelomnica je bila ustanovitev Enote za zahodnoslovanske jezike in književnosti s tremi študijskimi smermi: češki, poljski in slovaški jezik s književnostmi. Fakulteta je te programe razpisala v študijskem letu 2004/2005. Z ustanovitvijo novih kateder so se v štirih letih postopnega uvajanja prvega cikla novih programov vključili kot novi učitelji predvsem domači lektorji.  Na katedri za polonistiko vodi predavanja Niko Jež, domača lektorica za poljski jezik je Joanna Sławińska, tuja lektorica je bila v letih 2005–2008 Agata Kruszec, nekdanja lektorica Maria Wtorkowska je po habilitaciji nastopila redno delovno razmerje kot docentka za jezik, jeseni 2008 je bila podiplomska študentka Ana Žabkar sprejeta na mesto asistentke za poljsko književnost.
Od starejših slavistov so se kot poznavalci poljske književnosti in prevajalci uveljavili R. Mole, F. Stele, F. Koblar in J. Glonar. Štipendisti Jagelonske univerze so bili A. Slodnjak, F. Vodnik, T. Debeljak, Martina Orožen, Franc Drolc, S. Bunc, kasneje tudi U. Kraigher in R. Štefan. Skoraj vsi izmed njih so bili med študijem na lastno pobudo lektorji slovenskega jezika na Jagelonski univerzi.

## Študij polonistike v Sloveniji
Študij polonistike je možno obiskovati v sklopu Univerze v Ljubljani (Filozofska fakulteta), na Univerzi v Mariboru (Filozofska fakulteta) imajo le lektorat poljskega jezika (lektorica je Agata Glaz). V Ljubljani traja prvostopenjski univerzitetni dvodisciplinarni študijski program polonistika 3 leta, v Mariboru so vaje in predavanja iz lektorata poljskega jezika v 2. in 3. letniku.